# Oidipovský komplex
Oidipovský komplex, nazývaný také Oidipův komplex, je termín používaný v psychoanalýze k označení náklonnosti syna k matce, s agresivním vztahem k otci.

## Původ názvu
Název vychází z příběhu o Oidipovi. Ten, neznalý situace, zavraždil svého otce (krále Laia, Laios, který ho nechal pohodit, protože mu věštba prorokovala, že ho jeho syn zavraždí). Oidipus se oženil s vlastní matkou (Iokastou). Problematiku pojmenoval a zpracoval psychoanalytik Sigmund Freud. Pro analogický vztah dcery a otce se zřídka používá pojem Elektřin komplex, který zavedl Carl Gustav Jung.
Z hlediska kazuistiky je pojmenování oidipovského komplexu zavádějící, protože Oidipus nevěděl, že udržuje vztah s matkou. Název tak nevystihuje podstatu toho, co popsal Freud.

## Projevy oidipovského komplexu
Vedle patologie, tedy neuróz, kde je oidipovská a kastrační problematika stěžejní, je celá řada momentů, kde se oidipovská problematika projevuje v normě (ovšem, dlí v nevědomí a její nositel o její existenci netuší):
- Volba partnera: zcela obecně Freud tvrdil, že partnera si vybíráme podle rodiče opačného pohlaví, tedy v dědictví oidipovského trojúhelníku. Zvláštní je problematická volba typu „poškozený třetí“ a volba typu „světice“ versus „děvky“ (singulár versus plurál).

V prvním případě je cenná jen ta partnerka, která má partnera, cílem je atakovat v duchu oidipovských přání (ovšem cílem zcela mimo vědomí) vztah dvou lidí a v dospělosti získat oidipovský triumf.[zdroj?] To je zřejmě podkladem, nevědomým zdrojem příběhů Dona Juana a Casanovy. V druhém případě je vztah s manželkou svatý a nelze jej poskvrnit sexem a spermatem[zdroj?], vztah s manželkou je jen k plození dětí, zatímco anonymní vztahy nebo milostné pletky s jinými ženami mohou být plné pestrých sexuálních praktik – je zde prvek idealizace světice, přenesený z matky, a devalvace žen obecně pro jejich stav „kastrovanosti“, tedy absence penisu, jednak prvek devalvace sexu jako análního fenomenu (ne ve smyslu análního koitu, ale něčeho špinavého ve vztahu k získávání slasti, sex jako výraz hry s fekáliemi).[zdroj?]
- Nemožnost předstihnout svého rodiče, projevující se jako nedostatečné uplatnění a využití svého nadání ve vlastní prospěch a odborný postup. Klient např. vyzbrojí svými znalostmi a dovednostmi kolegy, ale sám není povýšen nebo nedosáhne vědecké hodnosti.[p 1]

Chlapec nemohl dost idealisovat otce, otec byl nedostačivý, selhával, proto si syn nemohl utvořit prožitek oprávněné a přiměřené rivality, nemohl být lepší než nedostačivý, selhávající otec – uchránil se oidipovského triumfu, ale za cenu, že setrvá ve vězení nedostačivosti. Selhávání otce (ať je selhávání nebo nedostačivost reálné nebo domnělé) je obraz v chlapcově mysli, v její nevědomé části, který ovlivňuje jeho život do dospělosti).[zdroj?]

### Oidipovský triumf
Oidipovský triumf je situace, kdy syn ve své mysli zvítězí, zničí otce a získá matku. Napomáhají tomu skutečnosti, kdy otec odejde/musí odejít/chce odejít od matky se synem, zemře, pije, je jinak submisivní nebo v jiné formě nepřítomen. Otec má obecně význam ve vývoji především proto, že dítě, ať chlapce nebo dívku, vysvobozuje ze zajetí dyády (vztahu o dvou členech) dítě/matka (vysvobozuje i matku), otvírá perspektivu – pokud je jeho nabídka správně načasována, pokud se vývoj dyády matka/dítě děl přiměřeným tempem (selhání: kupř. viz těsná vazba matky s dcerou znázorněná K. J. Erbenem v básni Vodník, tam je muž vylíčen jako vrah, volba dcery je, přesto, že nedbá varování a má puzení jít za svým oidipským a později snad i dospělým přáním, znehodnocena jeho zákeřností. Dcera, Vodníkova manželka, jej zradí. Autor má jen málo pochopení pro zoufalství zrazeného muže, a také málo pochopení pro zoufalství dyády matka/dcera, v níž jsou tyto dvě osoby zhoubně vázány – uchování dyády zaplatí nezmíněným neštěstím Vodníka a smrtí jejich dítěte).[zdroj?]

### Oidipovský komplex v dětském věku
Zdravě se vyvíjející dítě si oidipovským komplexem prochází zhruba ve věku mezi 3 a 6-7 lety, tj. ve falické vývojové fázi.

## Umělecká díla s oidipovskou inspirací
Oidipovská tematika je nevědomým zdrojem celé řady uměleckých děl, např. Dostojevského románu Bratří Karamazovi (téma otcovraždy) nebo Shakespearova Hamleta.
V Hamletovi (Claudius, bratr zavražděného krále, Hamletova otce, representuje vražedně agresivní složky oidipovského komplexu Hamletova, on sám potom zrající Superego spějící k pomstě, resp. potrestání viny, také proto nemůže dojít k naplnění dospělé lásky, protože je zatížen vinou – Ofélie zešílí. Přesto, že autor Hamleta projekcí zbavil vražedně agresivních tendencí, jež převzal jeho strýc a bratr zavražděného Claudius, stejně neunikne: zavraždí otce Ofelie, Polonia. Claudius representuje zároveň naplnění Hamletových, autorem projektovaných přání incestního charakteru, protože si vzal ženu zavražděného krále za ženu).[zdroj?]